# Saint-Masmes
Saint-Masmes est une commune française située dans le département de la Marne en région Grand Est.

## Géographie
|          | Heutrégiville |        |
| Lavannes | Saint-Masmes  |        |
| Époye    |               | Selles |

Saint-Masmes est à 43 km au nord-ouest Châlons-en-Champagne, 18 km E - N-E de Reims et est la dernière commune du canton de Beine. Le village est desservi par le CD 20 avec au nord-est Heutrégiville et au sud-est le village de Selles. Au sud se trouve le village de Epoye.

### Hydrographie

#### Réseau hydrographique
La commune est dans la région hydrographique « la Seine du confluent de l'Oise (inclus) à l'embouchure » au sein du bassin Seine-Normandie. Elle est drainée par la Suippe, le ruisseau d'Epoye et divers autres petits cours d'eau,.
La Suippe, d'une longueur de 82 km, prend sa source dans la commune de Tailly et se jette  dans l'Aisne à Saint-Juvin, après avoir traversé 27 communes. Les caractéristiques hydrologiques de la Suippe sont données par la station hydrologique située sur la commune de Saint-Masmes. Le débit moyen mensuel est de 2,81 m3/s. Le débit moyen journalier maximum est de 12,9 m3/s, atteint lors de la crue du 29 mars 2001. Le débit instantané maximal est quant à lui de 13 m3/s, atteint le même jour.

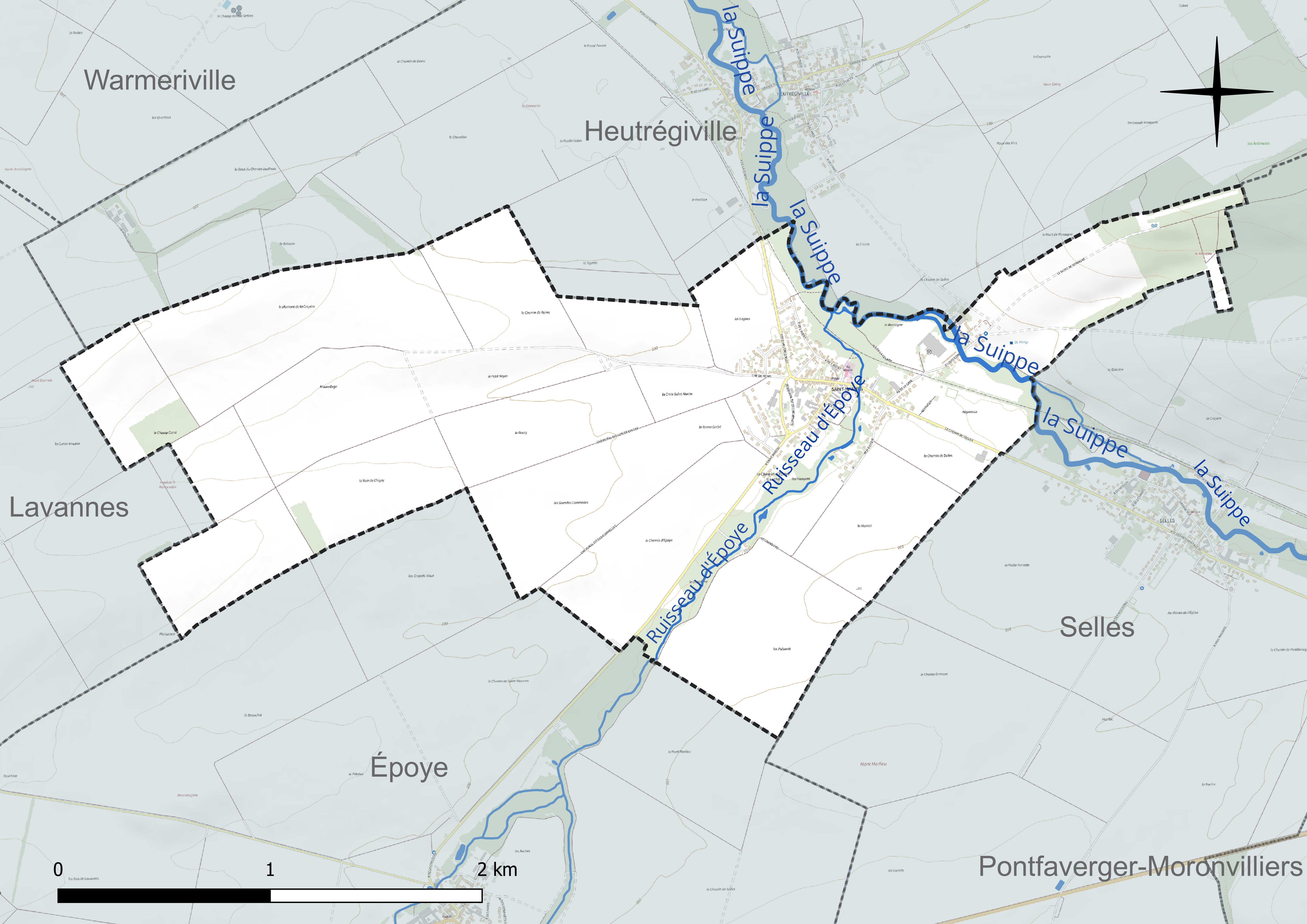
Réseau hydrographique de Saint-Masmes.

#### Gestion et qualité des eaux
Le territoire communal est couvert par le schéma d'aménagement et de gestion des eaux (SAGE) « Aisne Vesle Suippe ». Ce document de planification, dont le territoire s’étend sur 3 096 km2 répartis sur trois départements (Aisne, Marne et Ardennes) et deux régions (Champagne-Ardenne et Picardie), a été approuvé le 16 décembre 2013. La structure porteuse de l'élaboration et de la mise en œuvre est le Syndicat d’aménagement des bassins Aisne Vesle Suippe (SIABAVES). 
La qualité des cours d’eau peut être consultée sur un site dédié géré par les agences de l’eau et l’Agence française pour la biodiversité. 

### Climat
Pour des articles plus généraux, voir Climat du Grand Est et Climat de la Marne.
En 2010, le climat de la commune est de type climat océanique dégradé des plaines du Centre et du Nord, selon une étude du Centre national de la recherche scientifique s'appuyant sur une série de données couvrant la période 1971-2000. En 2020, Météo-France publie une typologie des climats de la France métropolitaine dans laquelle la commune est exposée à un climat océanique altéré et est dans la région climatique  Nord-est du bassin Parisien, caractérisée par un ensoleillement médiocre, une pluviométrie moyenne régulièrement répartie au cours de l’année et un hiver froid (3 °C). 
Pour la période 1971-2000, la température annuelle moyenne est de 10,2 °C, avec une amplitude thermique annuelle de 15,4 °C. Le cumul annuel moyen de précipitations est de 689 mm, avec 11,2 jours de précipitations en janvier et 8,4 jours en juillet. Pour la période 1991-2020, la température moyenne annuelle observée sur la station météorologique de Météo-France la plus proche, « Juniville », sur la commune de Juniville à 13 km à vol d'oiseau, est de 10,8 °C et le cumul annuel moyen de précipitations est de 704,4 mm. 
La température maximale relevée sur cette station est de 41,3 °C, atteinte le 25 juillet 2019 ; la température minimale est de −22,1 °C, atteinte le 13 janvier 1968,,. 
Les paramètres climatiques de la commune ont été estimés pour le milieu du siècle (2041-2070) selon différents scénarios d'émission de gaz à effet de serre à partir des nouvelles projections climatiques de référence DRIAS-2020. Ils sont consultables sur un site dédié publié par Météo-France en novembre 2022.

## Urbanisme

### Typologie
Au 1er janvier 2024, Saint-Masmes est catégorisée bourg rural, selon la nouvelle grille communale de densité à sept niveaux définie par l'Insee en 2022.
Elle est située hors unité urbaine. Par ailleurs la commune fait partie de l'aire d'attraction de Reims, dont elle est une commune de la couronne,. Cette aire, qui regroupe 294 communes, est catégorisée dans les aires de 200 000 à moins de 700 000 habitants,.

### Occupation des sols
L'occupation des sols de la commune, telle qu'elle ressort de la base de données européenne d’occupation biophysique des sols Corine Land Cover (CLC), est marquée par l'importance des territoires agricoles (86,6 % en 2018), une proportion identique à celle de 1990 (86,6 %). La répartition détaillée en 2018 est la suivante : 
terres arables (86,6 %), forêts (8,7 %), zones urbanisées (4,6 %). L'évolution de l’occupation des sols de la commune et de ses infrastructures peut être observée sur les différentes représentations cartographiques du territoire : la carte de Cassini (XVIIIe siècle), la carte d'état-major (1820-1866) et les cartes ou photos aériennes de l'IGN pour la période actuelle (1950 à aujourd'hui).

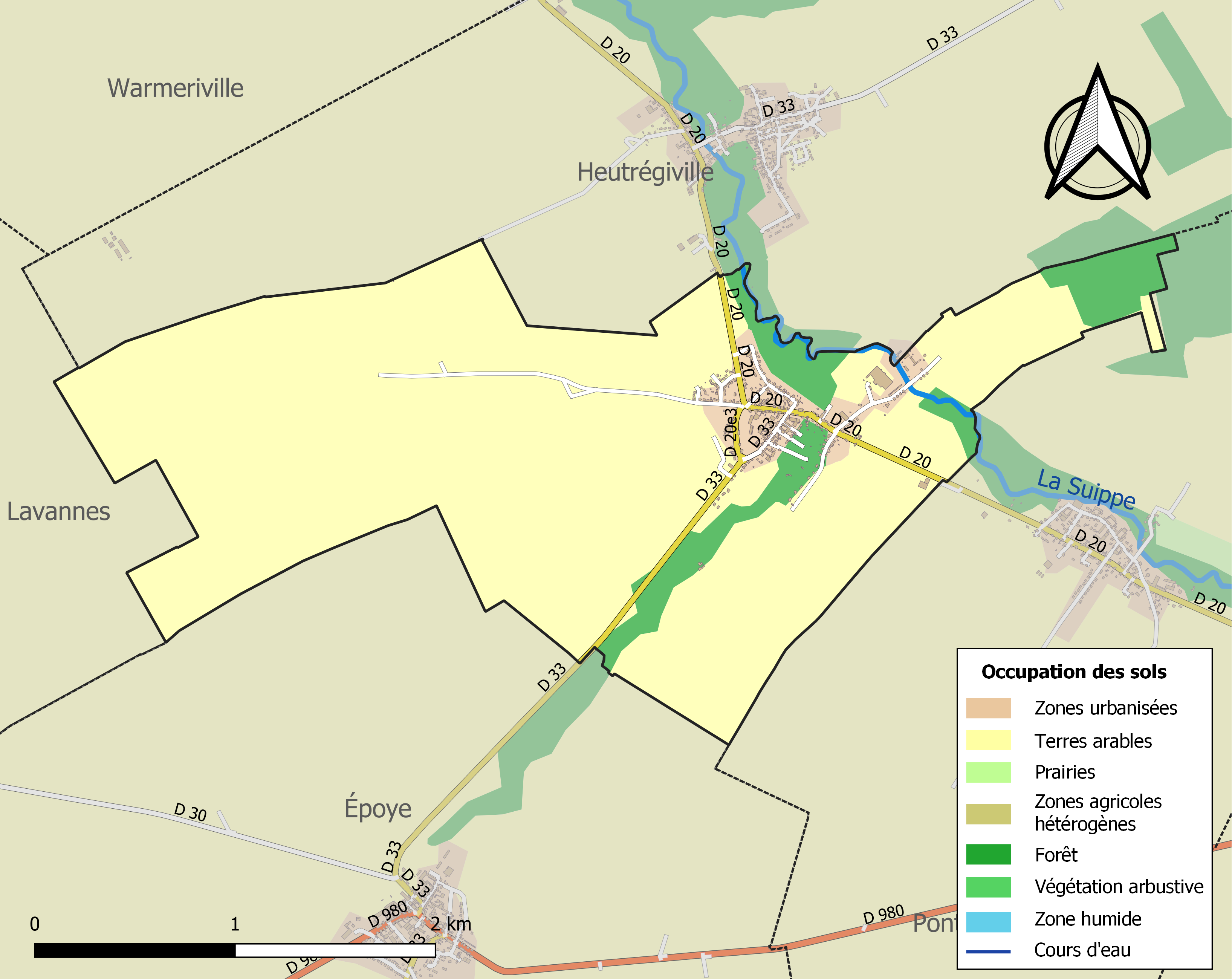
Carte des infrastructures et de l'occupation des sols de la commune en 2018 (CLC).

## Toponymie
Le nom de la localité est attesté sous les formes Sanctus Maximinus ? (XIIe siècle) ; Sanctus Mamus (1209) ; Sanctus Mammius (1209) ; Sainte-Mamain (vers 1222) ; Sanctus Mamius (1265) ; Sanctus Memius (1272) ; Saint-Mame (1326) ; Sanctus Mammus (1335) ; Sanctus Memmus (1343) ; Saint-Masme (1384) ; Sanctus Memmius (avant 1400) ; Saint-Memmes (1777) ; Fanemont (1794).

Saint-Masmes est un hagiotoponyme qui fait référence à Mammès de Césarée.

## Histoire
Au XIIIe siècle, la paroisse dépendait de celle d'Heutrégiville.
Au cours de la Révolution française, la commune porta provisoirement le nom de Fanémont.

## Politique et administration
| Période                                  | Période                      | Identité        | Étiquette | Qualité                        |
| ---------------------------------------- | ---------------------------- | --------------- | --------- | ------------------------------ |
| Les données manquantes sont à compléter. |                              |                 |           |                                |
| 1879                                     |                              | Mangeart        |           |                                |
| mars 2001                                | mars 2008                    | Pierre Gérardin |           |                                |
| mars 2008                                | En cours (au 4 juillet 2014) | Hervé Chef      |           | Réélu pour le mandat 2014-2020 |

## Démographie
L'évolution du nombre d'habitants est connue à travers les recensements de la population effectués dans la commune depuis 1800. Pour les communes de moins de 10 000 habitants, une enquête de recensement portant sur toute la population est réalisée tous les cinq ans, les populations de référence des années intermédiaires étant quant à elles estimées par interpolation ou extrapolation. Pour la commune, le premier recensement exhaustif entrant dans le cadre du nouveau dispositif a été réalisé en 2005.

En 2022, la commune comptait 527 habitants, en évolution de +15,32 % par rapport à 2016 (Marne : −1,19 %, France hors Mayotte : +2,11 %).
| 1800 | 1806 | 1821 | 1831 | 1836 | 1841 | 1846 | 1851 | 1856 |
| ---- | ---- | ---- | ---- | ---- | ---- | ---- | ---- | ---- |
| 208  | 250  | 257  | 298  | 310  | 484  | 494  | 506  | 541  |

| 1861 | 1866 | 1872 | 1876 | 1881 | 1886 | 1891 | 1896 | 1901 |
| ---- | ---- | ---- | ---- | ---- | ---- | ---- | ---- | ---- |
| 573  | 565  | 566  | 589  | 521  | 490  | 535  | 503  | 445  |

| 1906 | 1911 | 1921 | 1926 | 1931 | 1936 | 1946 | 1954 | 1962 |
| ---- | ---- | ---- | ---- | ---- | ---- | ---- | ---- | ---- |
| 400  | 396  | 171  | 310  | 329  | 330  | 310  | 329  | 336  |

| 1968 | 1975 | 1982 | 1990 | 1999 | 2005 | 2006 | 2010 | 2015 |
| ---- | ---- | ---- | ---- | ---- | ---- | ---- | ---- | ---- |
| 322  | 335  | 432  | 484  | 523  | 468  | 460  | 455  | 450  |

| 2020 | 2022 | - | - | - | - | - | - | - |
| ---- | ---- | - | - | - | - | - | - | - |
| 500  | 527  | - | - | - | - | - | - | - |

## Économie
- La filature Louis Cornet a employé de nombreuses familles et deux importants (et quelques autres) éleveurs de moutons fournissaient la laine de leurs bêtes tondues à chaque printemps.

## Culture locale et patrimoine

### Lieux et monuments
L'église de Saint-Masmes fait l’objet d’un classement au titre des monuments historiques depuis le 10 mars 1921..

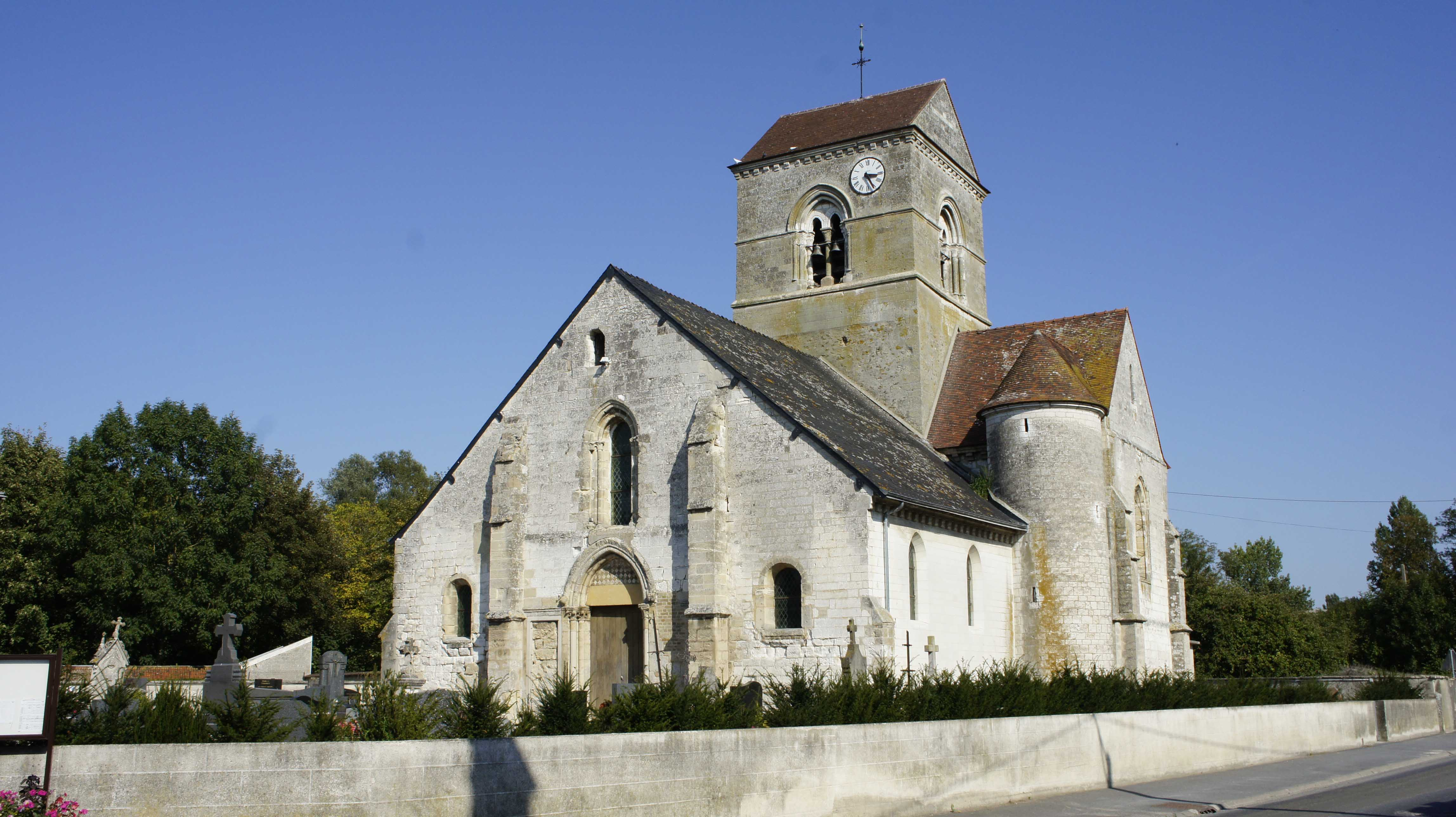
Vue de l'église et du cimetière.

- L'asile(quoi) devenu la filature Cornet a employé de nombreuses personnes.
- Une grotte consacrée à la mise au tombeau existe toujours auprès des maisons ouvrières.

### Personnalités liées à la commune
- Alfred Thomas (1826-1899), homme politique.
- Pierre Le Donné (1906-1970), héros de la Résistance du pays d'Ernée en Mayenne, inhumé au cimetière de Saint-Masmes.

### Héraldique
| Blason de Saint-Masmes | Blason  | Losangé de gueules et d'or, chargé au premier quartier d'un agneau pascal d'argent, la tête contournée, tenant une hampe croisetée au guidon d'argent chargé d'une croisette de gueules, au flanc senestre d'une gerbe de blé d'or et en pointe de deux rivières ondées d'azur, passées en sautoir, mouvant des flancs, s'élargissant vers la pointe, celle en bande sommée à dextre d'une roue de moulin de sable et celle posée en barre brochant sur celle posée en bande. Ornements extérieursCroix de guerre 1914-1918 |
| Blason de Saint-Masmes | Détails | Le statut officiel du blason reste à déterminer. |